# Хорохори
Хорохо́ри (рос. Хорохоры) — присілок у Воткінському районі Удмуртії, Росія.
Населення становить 107 осіб (2010, 108 у 2002).
Національний склад (2002):
- росіяни — 86 %

Урбаноніми:
- вулиці — Залізнична, Шкільна
- провулки — Зарічний, Новий